# Stephanie D. Wilson
Stephanie Diana Wilson, född 27 september 1966 i Boston, är en amerikansk astronaut uttagen i astronautgrupp 16 den 5 december 1996.
10  december 2020 valde Nasa ut henne till en av 18 personer till deras Artemisprogram. Det är tänkt att Nasa ska placera en människa på månen år 2024. Och kanske blir Stephanie första kvinnan på månen. I ett första skede handlar det dock om att vara NASAs representanter, i NASAs samarbete med de olika företagen som utvecklar utrustning för Artemisprogrammet.

## Rymdfärder
- Discovery - STS-121
- Discovery - STS-120
- Discovery - STS-131

## Rymdfärdsstatistik
| Färd    | Datum                        | Tid        | EVA      |
| ------- | ---------------------------- | ---------- | -------- |
| STS-121 | 4 - 17 juli 2006             | 306:37:54  | 00:00:00 |
| STS-120 | 23 oktober - 7 november 2007 | 362:24:00  | 00:00:00 |
| STS-131 | 5 - 2 april 2010             | 362:47:11  | 00:00:00 |
| Totalt  | Totalt                       | 1031:46:54 | 00:00:00 |